# AL Dyhernfurth
AL Dyhernfurth I i II – podobozy pracy obozu Groß-Rosen mieszczące się w Brzegu Dolnym. Trafiali do niego osoby złapane za konspiracje oraz z łapanek.

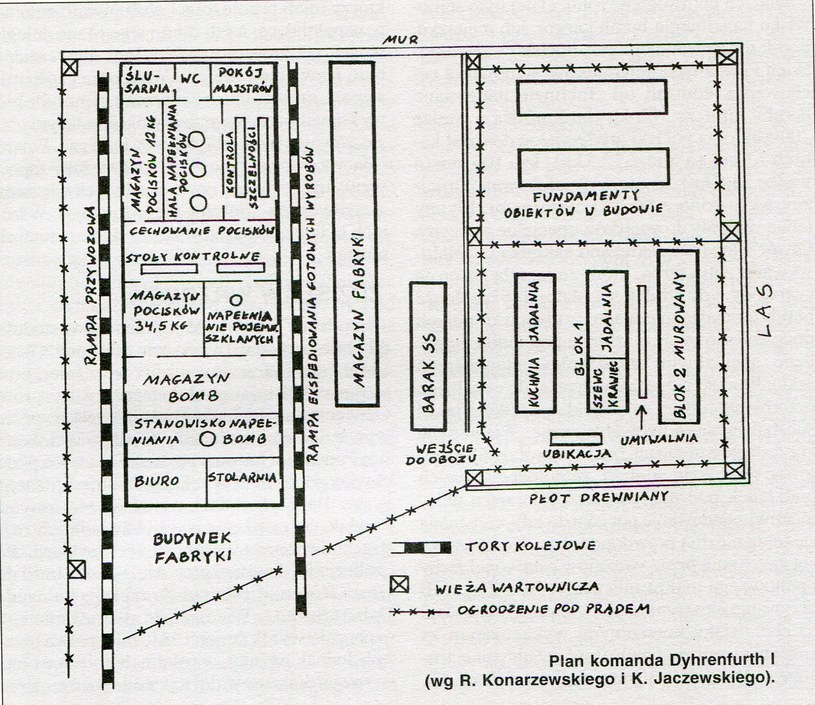
Plan obozu Dyhernfurth

## Historia
Początki obozu pracy sięgają 1939 roku, gdy w Lipsku rozpoczęto planowanie tajnej fabryki bojowych środków chemicznych. Budowę na zlecenie IG Farben rozpoczęto w 1943 roku pod nadzorem firmy Luranil z Ludwigshafen. Utworzone zakłady Anorgana produkowały bojowe środki chemiczne, takie jak tabun i sarin. Służyły one do napełniania bomb lotniczych i pocisków artyleryjskich.
Pierwszy transport więźniów przyjechał w połowie 1943 roku. Składał się z 37 więźniów – Niemców, Rosjan, Czechów oraz Polaków.
Po rozpoczęciu wojny wzrosło zapotrzebowanie na broń, co wiązało się z rozbudową podobozów.

## Tajemnica
Więźniowie wysyłani do obozów mieli w dokumentach adnotacje „RU” (niem. Rückkehr unerwünscht – „powrót niepożądany”), co przyczyniało się do gorszego traktowania oraz wykorzystywania tych osób do utrzymania tajemnicy zakładu kosztem ich życia. Działalność fabryki i obozów miała pozostać tajemnicą. Do hali produkcyjnej mieli wstęp tylko konkretni zatrudnieni zakładnicy oraz Lagerführer. Esesmani, którzy pilnowali obiektu, podpisywali specjalne zobowiązanie o zachowaniu tajemnicy państwowej. Pomimo tego nie mogli widywać robotników przy pracy. Ich zadaniem było otwieranie i zamykanie bramy dla pociągu transportowego. Podczas załadunku czy rozładunku towaru ustawiano zasłony, tak aby esesmani na wieżyczkach nie widzieli co się dzieje. Inne fabryki widoczne z terenu obozowego były przykrywane siatkami maskującymi, a przy najważniejszych budynkach stały beczki z mieszaniną siarki i fosforu do wytwarzania zasłony dymnej w razie potrzeby.
Więźniowie obydwóch obozów nie mogli kontaktować się ze światem zewnętrznym. Byli również odizolowani od siebie.

## Dyhernfurth I
Podobóz ten znajdował się na terenie fabryki i składał się z trzech baraków mieszczących ok. 150–200 osób.
Więźniowie pracowali w hermetycznie zamkniętym budynku fabryki, do którego doprowadzono pod ziemią przewody z tabunem. W pomieszczeniach stworzono wentylację, która kanałami w podłodze wdmuchiwała powietrze pobierane z wysokich kominów. Budynek był podzielony na pomieszczenia zajmujące się konkretną czynnością, jak stolarnia, stanowisko napełniania bomb, cechowanie itd. Część pracowników nie posiadała masek, a nawet ci, którzy je posiadali cierpieli na różne dolegliwości, takie jak łzawienie i ropienie oczu, częściowa ślepota, bóle głowy czy opuchlizna. Dodatkowo na całym terenie obozu był ciągle odczuwalny gaz, co wpływało na zdrowie i samopoczucie osadzonych.
Jak wynika z relacji jednego z więźniów byli oni co jakiś czas poddawani eksperymentom w podziemiach. Każdy z osadzonych był zamykany w szklanej klatce zwanej „wakuum”, na sekundę wpuszczano do niej gaz i obserwowano reakcje organizmu. Nie każdy przeżywał ten eksperyment. Nieprzytomnym lub martwym dawano jakieś zastrzyki po wyciągnięciu ich z klatki.

## Dyhernfurth II
Drugi podobóz powstał około 1 km od fabryki wśród drzew. Powstał w połowie 1943 roku. Był nazywany przez SS-mannów Elfenheim – Dom Elfów. Było to ironiczne nawiązanie do tego, że więźniowie pojawiali się i znikali jak elfy.
Do budowy fabryki przetrzymywano tam około 3 tys. Polaków, Rosjan oraz Żydów. Więźniami byli głównie mężczyźni, ale czasami przywożony dzieci i młodzież. Osadzeni mieli tam dużo gorsze warunki niż w Dyhernfurth I, ponieważ wykonywali cięższą pracę fizyczną, zmagali się z okrucieństwem służb obozowych oraz mieli minimalne racje żywnościowe. Według relacji świadka w ciągu trzech tygodni zmarło 2 tysiące Żydów węgierskich przywiezionych w jednym transporcie. Osoby chore lub wycieńczone wywożono do komór gazowych w Groß-Rosen.

## Zamknięcie obozu
Więźniów obozów ewakuowano pieszo do obozu centralnego Groß-Rosen od 24 stycznia 1945 roku. W marszu śmierci brało udział 3 tysiące osób, do celu dotarła co trzecia.

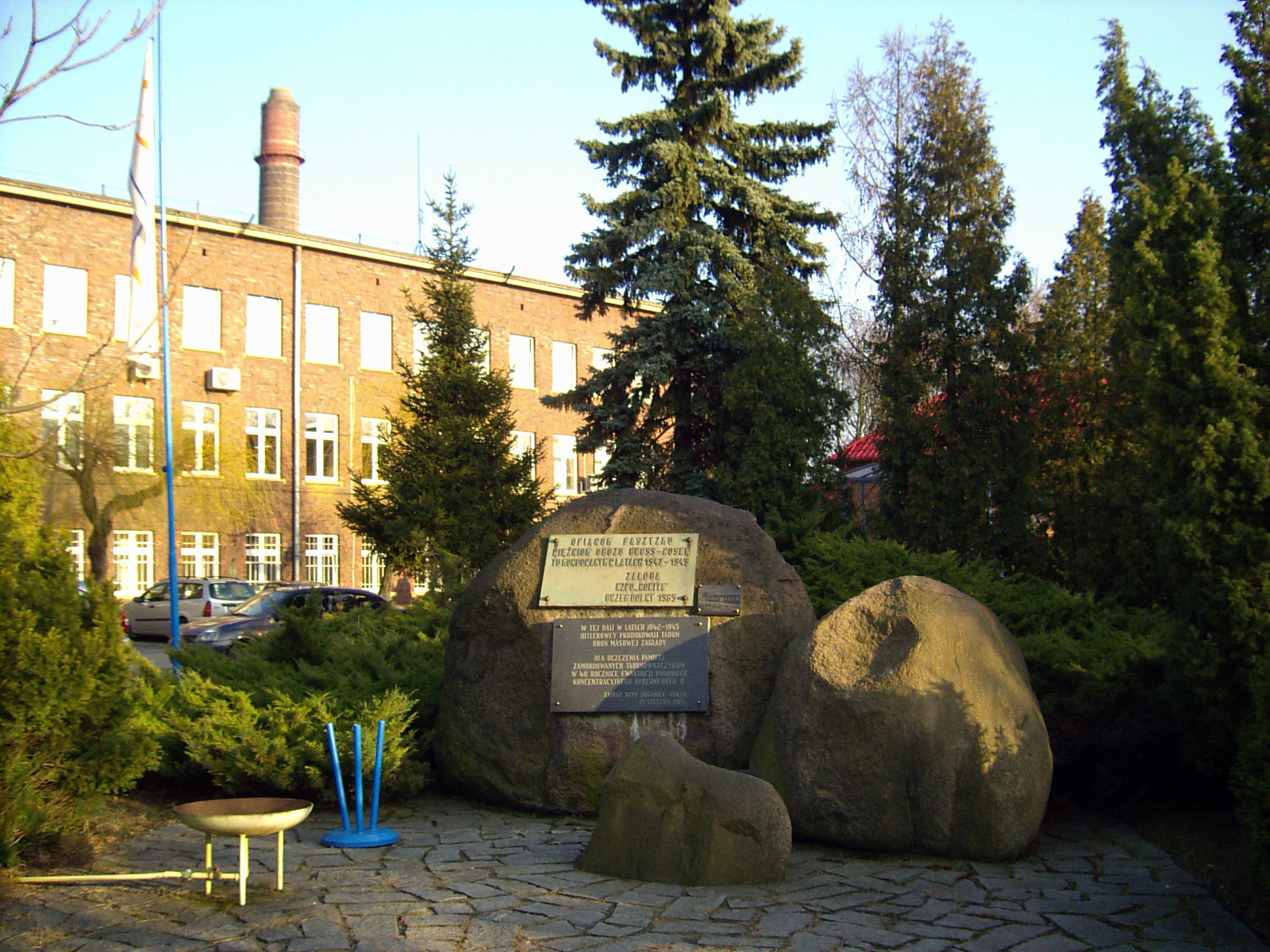
Pomnik poświęcony ofiarom obozu koncentracyjnego Groß-Rosen i jego filii Dyhernfurth I i II w Brzegu Dolnym.

Miasto oraz fabryka zostały wyzwolone 26 stycznia 1945 roku, chociaż Rosjanie nie wiedzieli co zdobyli. Kilka dni później Niemcy odbili fabrykę, aby wypompować gaz do Odry, zniszczyć instalacje fabryki oraz odbić dwóch profesorów. Chcieli zatuszować swoje zbrodnie oraz nie dopuścić, aby przeciwnik zbadał gaz. Przedsięwzięcie się udało.

## Upamiętnienie
Ofiary obozu są upamiętnione pomnikiem położonym nieopodal bramy do zakładów chemicznych PCC Rokita S.A. w Brzegu Dolnym, działających w miejscu dawnych niemieckich zakładów chemicznych Anorgana.